# Кинг (лунный кратер)
Кратер Кинг (лат. King) — большой ударный кратер в экваториальной области обратной стороны Луны. Название присвоено в честь американского физика и астрофизика Артура Скотта Кинга (1876—1957) и американского астронома Эдварда Скинера Кинга (1861—1931); утверждено Международным астрономическим союзом в 1970 г. Образование кратера относится к коперниковскому периоду.

## Описание кратера

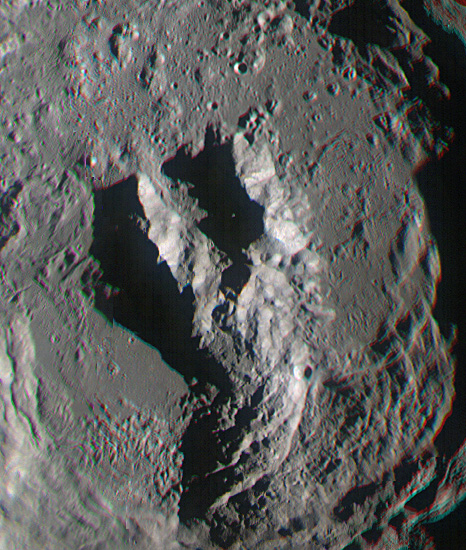
Массив центральных пиков кратера Кинг. Комбинация снимков зонда Lunar Reconnaissance Orbiter.

Ближайшими соседями кратера Кинг являются кратер Вивиани на западе; кратер Ибн Фирнас примыкающий к северо-восточной части вала кратера Кинг; кратер Занстра на востоке-юго-востоке; кратеры Ктесибий, Герон и Содди на юге; кратер Абу-ль-Вафа на юго-западе. Селенографические координаты центра кратера 4°58′ с. ш. 120°29′ в. д. / 4,96° с. ш. 120,49° в. д., диаметр 76,2 км, глубина 2,8 км.
Кратер Кинг имеет полигональную и незначительно разрушен. Это один из самых молодых кратеров на обратной стороне Луны. Вал кратера несколько хуже сформирован в своей северной части и имеет здесь меньшую высоту. В юго-восточной части вала имеется впадина образованная массивным обрушением пород. Внутренний склон вала имеет террасовидную структуру особенно хорошо различимую в восточной части, у подножия склона находятся осыпи пород. Высота вала над окружающей местностью около 1330 м, объем кратера составляет приблизительно 5 300 км3. Дно чаши более ровное в северной, пересеченное в южной части. В центре чаши расположен разветвленный V-образный хребет тянущийся к южной части кратера. Состав хребта - габбро-норито-троктолитовый анортозит с содержанием плагиоклаза 80-85% (GNTA2) и анортозитовый габбро-норит (AGN). В пределах этого хребта выделяются три пика - пик Дитера, пик Андре и Пик Ганау. Ещё две заметных вершины находятся в северо-восточной части чаши - пик Дилипа и пик Ардешир. В юго-восточной части чаши находится маленький кратер Сита.
В чаше кратера и за её пределами (к северу от кратера) находятся массивы пород выброшенных в расплавленном состоянии и затвердевших по мере остывания. Обилие таких участков послужило поводом для объявления кратера Кинг районом интереса в американской программе «Созвездие», закрытой в начале февраля 2010 г.
На снимках полученных с зонда Clementine видно, что кратер Кинг окружен системой ярких лучей, однако не вполне ясно что является центром данной лучевой системы.

## Сателлитные кратеры

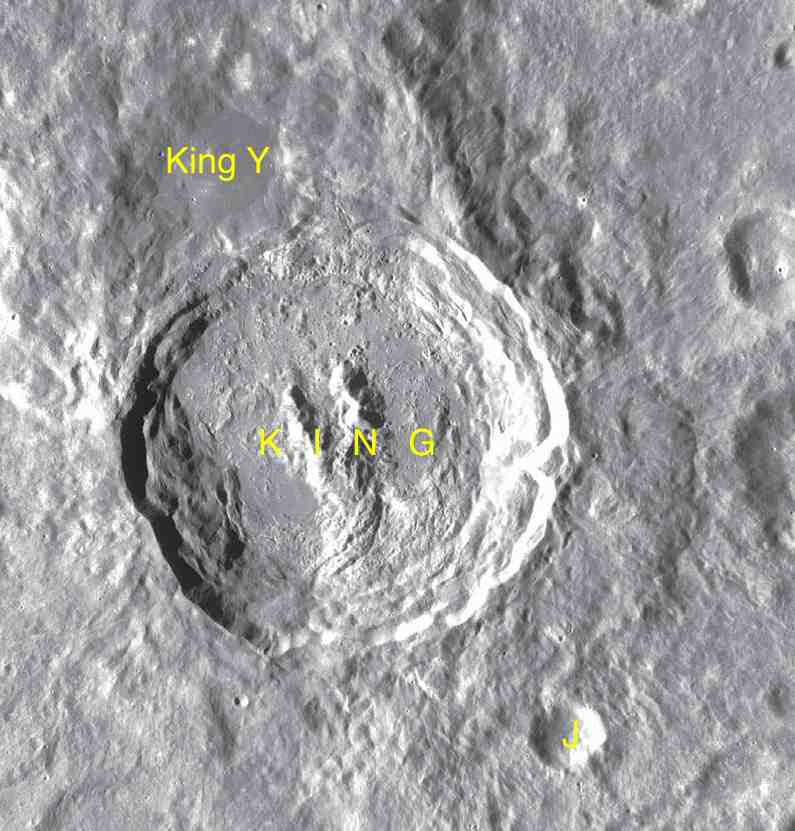
Фрагмент карты LAC-65.

| Кинг | Координаты                                            | Диаметр, км |
| ---- | ----------------------------------------------------- | ----------- |
| J    | 3°16′ ю. ш. 121°46′ в. д. / 3,26° ю. ш. 121,77° в. д. | 12,4        |
| Y    | 6°30′ ю. ш. 119°45′ в. д. / 6,5° ю. ш. 119,75° в. д.  | 35,7        |

## Места посадок космических аппаратов
11 октября 1967 г. приблизительно в 40 км на юго-западе от вала кратера Кинг, в точке с селенографическими координатами 3,0° с.ш. 119,1° в.д., после окончания программы своей работы совершил жесткую посадку зонд Lunar Orbiter-II.

## См.также
- Список кратеров на Луне
- Лунный кратер
- Морфологический каталог кратеров Луны
- Планетная номенклатура
- Селенография
- Минералогия Луны
- Геология Луны
- Поздняя тяжёлая бомбардировка